# Castillo de Troncedo
El castillo de Troncedo es un conjunto arquitectónico militar defensivo situado en la localidad altoaragonesa de Troncedo, perteneciente al valle y municipio de La Fueva, en la comarca de Sobrarbe, Huesca, Aragón. Troncedo dista 28 kilómetros de Aínsa y 19 de Graus.
Está declarado Bien de Interés Cultural (BIC).
EL castillo tiene comunicación visual con el valle del Cinca (castillo de Samitier) y con La Fueva (castillo de Muro de Roda).
Protege uno de los valles de posible acceso al interior de La Fueva desde el S y el O.

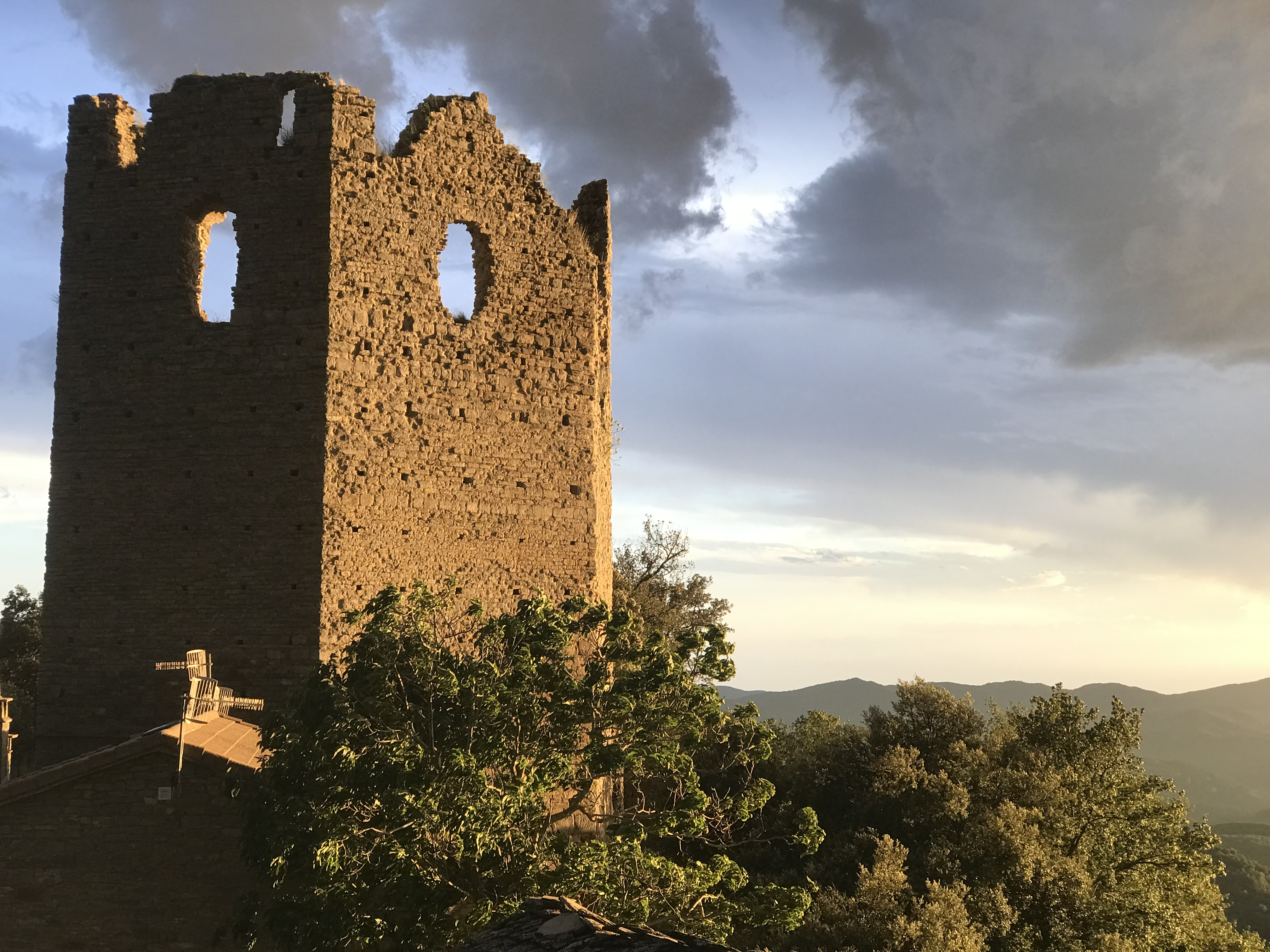
Castillo de Troncedo

## Historia
Diversos autores, basándose en el análisis del aparejo, creen que es una obra de la primera mitad del siglo XI, que bien podía estar construida en 1035, si tenemos en cuenta su mención en el testamento de Sancho el Mayor, en la que dona Sobrarbe a su hijo Gonzalo. Dicho monarca creó una red de fortificaciones para controlar la frontera frente a los territorios de dominación musulmana. En el mismo contexto se enmarcan los castillos de Abizanda, Secastilla, Clamosa, Escanilla, Samitier, Olsón y Buil. De todas formas, contando con la presencia de grandes sillares en la parte inferior de la torre y en algunas hiladas de la superior, creen que se aprovechó una construcción anterior reutilizando el basamento y materiales. 
Entre los años 2007 y 2010 se han llevado a cabo diversos trabajos de conservación y restauración.

## Descripción[2]
Se trata de un conjunto fortificado ubicado en un espolón con orientación hacia el río Cinca, actuando como cierre del hacia el valle de La Fueva. Se comunica visualmente con los recintos fortificados de Muro de Roda y Samitier, al noroeste y oeste, respectivamente.
EL recinto estaba emplazado y amoldado en el terreno en el que se encuentra, una superficie pequeña y alargada, en la que solo resta parte del muro de sillar que lo rodeaba y la torre situada en el extremo E. su elemento más visible.
La torre posee planta pentagonal al exterior y rectangular al interior. Está construido mayoritariamente en sillarejo, aunque presenta piedra sillar en su parte baja, a modo de zócalo. Ha perdido parte de su lienzo occidental. Tiene sótano y, al menos, dos pisos, sin saber exactamenta dónde se situaba la entrada, aunque algunos restos parecen indicar que estaba situada en altura en el lienzo desaparecido.

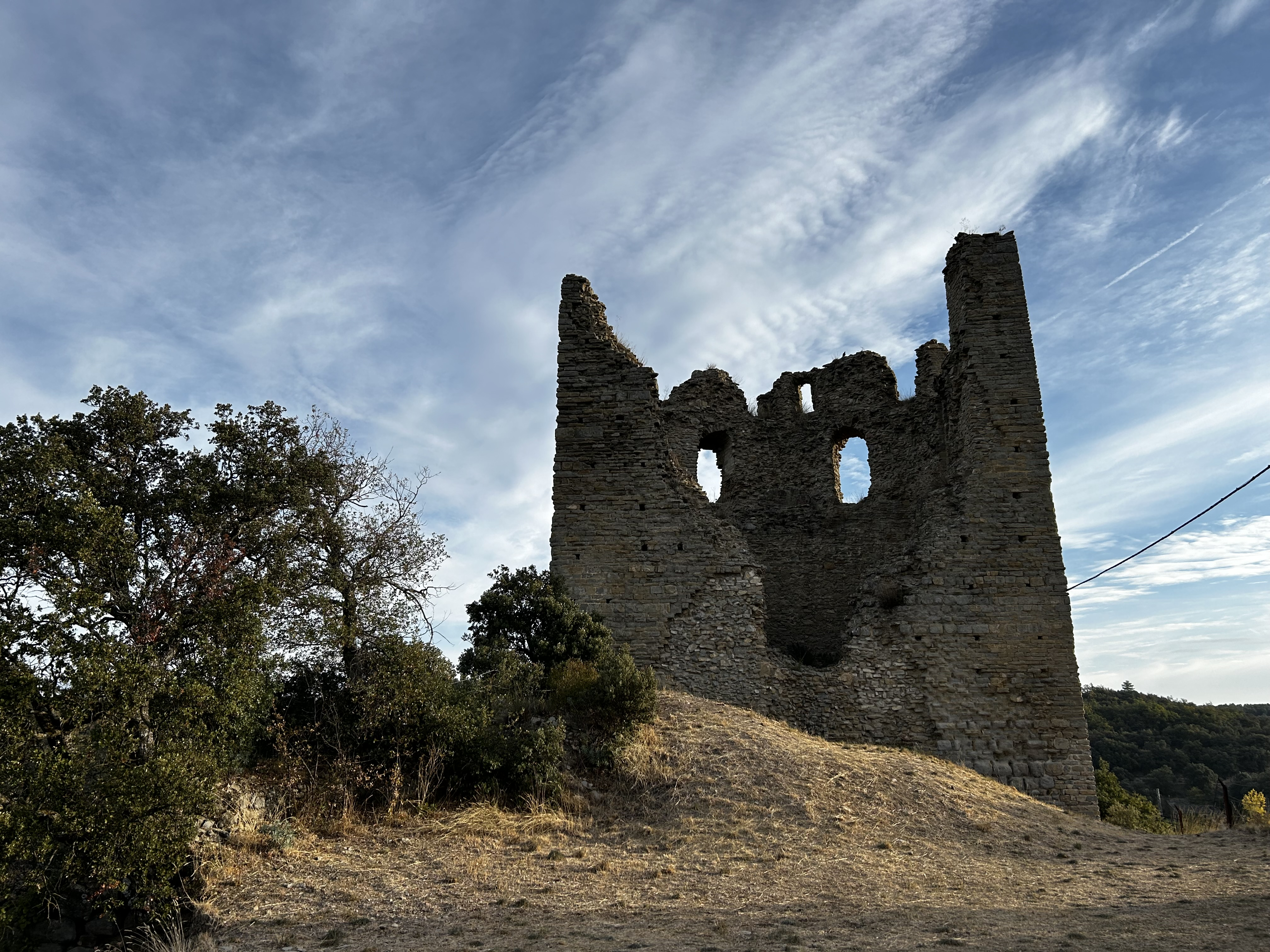
Castillo de Troncedo, parte posterior, esplanada